# Botanisk Have
De Botanisk Have (Nederlands: Botanische Tuin) in Kopenhagen is de botanische tuin van de Universiteit van Kopenhagen, en bevindt zich in het centrum van de stad. Het is bekend vanwege zijn complexe kassen die dateren uit 1874.
De tuin is een onderdeel van het Nationaal Natuurhistorisch Museum van Denemarken, wat op haar beurt onderdeel is van de Faculteit der Wetenschap van de Universiteit van Kopenhagen.
Thans dient de tuin voor onderzoek, onderwijs en recreatie.
Het park wordt door een autoweg gescheiden van Kongens Have, Kopenhagens drukstbezochte park.

## Geschiedenis
De botanische tuin werd opgericht in 1600, maar verhuisde tweemaal voordat het in 1870 op zijn huidige locatie werd gevestigd.
Waarschijnlijk werd de tuin opgericht voor het veiligstellen van een collectie medicinale planten na de Reformatie.

### Eerdere locaties

#### De eerste tuin: Hortus Medicus
De allereerste tuin, bekend als Hortus Medicus, werd op 2 augustus 1600 opgericht na de donatie van een stuk land door koning Christian IV. Het bevond zich toen in Skidenstraede (het huidige Krystalgad en er bevond zich ook een huis voor een van de professoren van de universiteit, wiens taak het was de tuin te verzorgen, ongeacht zijn leerstoel. In 1621 nam Ole Worm de verantwoordelijkheid over de tuin over en verrijkte de tuin met een groot aantal medicinale planten en exotische soorten die hij ontving van zijn vele buitenlandse contacten..

#### Oeders tuin

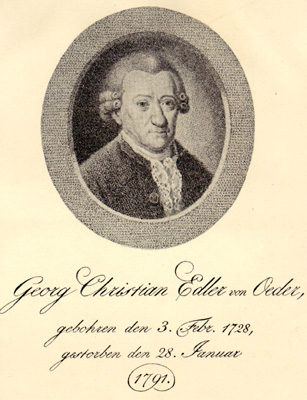
Georg Christian Oeder

Een tweede botanische tuin werd aangelegd door Georg Christian Oeder in 1752 in het pas ontstane district Frederiksstaden. Deze tuin werd voorzien van een kas en werd in 1763 voor het publiek geopend.
In 1769 doneerde Christian VII 2.500 thaler aan de universiteit om te gebruiken voor de botanische tuin. Met de financiële mogelijkheid tot uitbreiding van de botanische tuin maar een gebrek aan ruimte voor uitbreiding van de eigen tuin besloot de universiteit Oeders tuin over te nemen.
Oeder werd de eerste directeur van de botanische tuin, en begon de Flora Danica te schrijven: een geïllustreerd naslagwerk over alle Deense en Noorse planten.

#### Charlottenborgtuin
Beide tuinen werden in 1778 gesloten nadat de koning het land aan de Amaliegade terugverwierf. Tegelijkertijd doneerde hij een stuk land achter het Charlottenborgpaleis zodat op deze plek een nieuwe en grotere botanische tuin kon worden aangelegd.
In 1817 bestond dit park uit niet meer dan 1,6 hectare wat begrensd werd door Charlottenborg, Nyhavn, de Munt, en Bremerholm. De eerste kas werd in 1784 toegevoegd aan de tuin, en na financiële hulp van de koning werden er in 1803 en 1837 meer kassen bijgevoegd.
Naarmate de jaren verstreken werd steeds duidelijker dat de huidige botanische tuin erg krap was en er een noodzaak was voor uitbreiding.

### De huidige tuin
De huidige botanische tuin werd in 1870 aangelegd, en vier jaar later in 1874 kreeg het zijn grote kascomplex, naar een initiatief van de oprichter van Carlsberg J.C. Jacobsen, die het ook financierde. Hij werd hiervoor geïnspireerd door het Crystal Palace in Londen dat daar was gebouwd voor de Wereldexpo van 1851.

#### Tegenwoordig
De botanische tuin is tegenwoordig een informele tuin met gratis toegang.

## Collecties
Er bevinden zich meer dan 13.000 soorten, die bijna allemaal in het wild zijn verzameld. De tuin is onderverdeeld in verschillende secties, waaronder een sectie met Deense planten, die zo'n 600 soorten bevat.

## Kassen

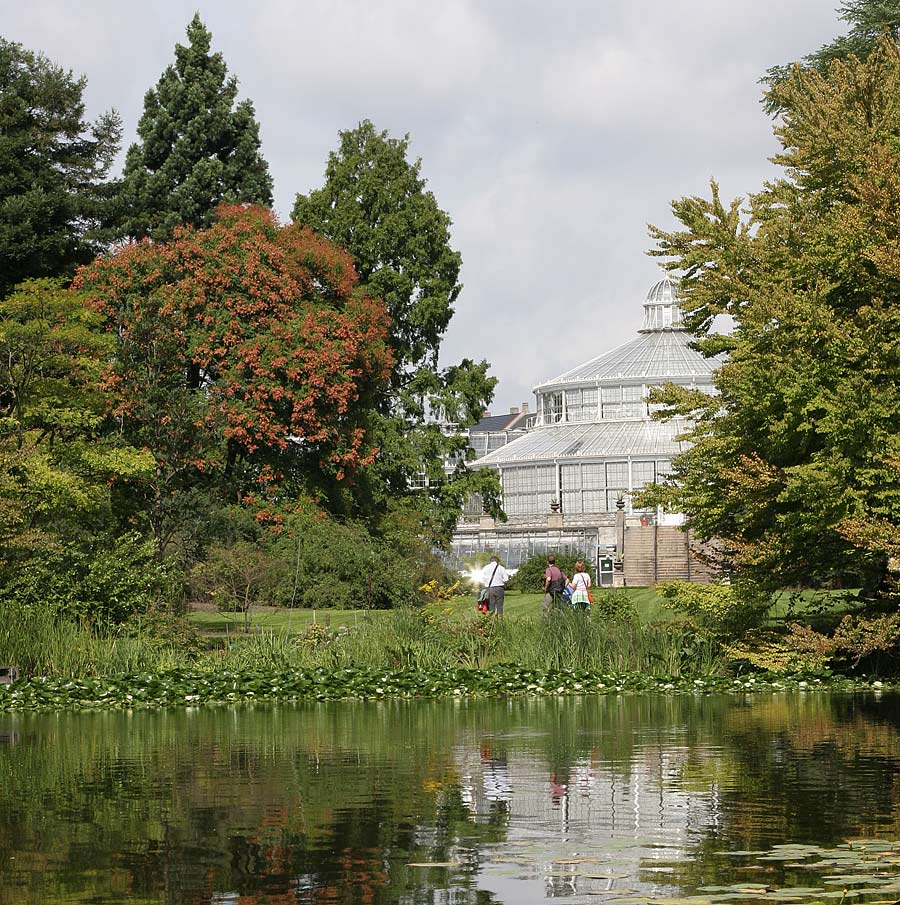
Het kascomplex gezien vanachter het meer

De tuin heeft 27 kassen. De grootste hiervan is de 3000 m2 grote kas uit 1874.

## Museum en zaadbank
Het botanische museum van de universiteit en het herbarium bevinden zich in het park, waar onderzoekers en medewerkers toegang hebben tot een uitgebreide collectie naslagwerken en meer dan twee miljoen gedroogde plantensoorten.